# Bokermannohyla gouveai
Bokermannohyla gouveai es una especie de anfibios de la familia Hylidae. Es endémica de Brasil.
Sus hábitats naturales incluyen montanos secos, zonas de arbustos, ríos y tierras de pastos. Está amenazada de extinción por la destrucción de su hábitat natural.